# Lethasterias nanimensis
Lethasterias nanimensis är en sjöstjärneart som först beskrevs av Addison Emery Verrill 1914.  Lethasterias nanimensis ingår i släktet Lethasterias och familjen trollsjöstjärnor.

## Underarter
Arten delas in i följande underarter:
- L. n. beringiana
- L. n. nanimensis
- L. n. chelifera